# 比莫贝特卡石窟
比莫貝特卡石窟是位于印度中央邦赖森县的一片石窟，2003年被UNESCO選為世界文化遺產。其名“比莫貝特卡”（भीमबेटका）源自印度教英雄人物怖軍，而這個詞完整的意思即“怖軍所坐之処”（भीमबैठका）。
這座石窟是印度次大陸最早的人類活動證據，確定了南亞石器時代初期的開始時間。其中一些石窟存在公元前十萬年直立人生活的跡象，而最早的岩畫則可追溯到三万年前，這些岩畫還是最早的人類舞蹈的證據。比莫貝特卡石窟的考古證據最早來自1888年阿迪瓦西人的敍述，當時被當作是一個佛教遺址。印度考古學家V·S·瓦坎卡（V. S. Wakankar）在1957年將其重新發掘出來。

## 外部連接
- UNESCO World Heritage: Rock Shelters of Bhimbetka （页面存档备份，存于）
- Prehistoric Art of Bhimbetka
- Bhimbetka Gallery by A. N. Maheshwari
- Pre-historic Paintings of Bhimbetka by L. L. Kamat （页面存档备份，存于）
- The Rock Art of Central India （页面存档备份，存于）
- TRACCE Online Rock Art Bulletin photogallery by Sarbanidas Roy （页面存档备份，存于）